# Friedrich Hopf (Politiker)
Ernst Lebrecht Friedrich Hopf (* 20. Februar 1834 in Delitzsch; † 13. April 1912 in Schweinfurt) war ein deutscher Politiker und von 1871 bis 1907 zweiter Bürgermeister von Arnstadt im Fürstentum Schwarzburg-Sondershausen.

## Familie
Hopf war verheiratet mit Marie Therese geb. Martin (1827–1874). Das Ehepaar hatte drei Kinder: eine Tochter Emilie Margarethe Helene verehelichte Rosa, die nach Schweinfurt zog; eine Tochter Therese Wilhelmine Anna (* 21. September 1859 in Sondershausen); einen Sohn Friedrich Eduard Günther (1861–1936).
Hopf war zunächst Protokollführer bei einer königl. preußischen Spezialkommission in Sondershausen. Im Oktober 1860 zog die Familie nach Arnstadt. In den Adressbüchern von Arnstadt ist sie erstmals 1867 zu finden.
Im April 1907 zog Hopf zusammen mit der Tochter Anna nach Schweinfurt.

## Leben
Bis Oktober 1871 war Hopf als Registrator und als Schriftführer in der Stadtverwaltung von Arnstadt tätig. Nebenbei war er (spätestens) ab 1871 auch als Agent für die „Lebensversicherungs-Gesellschaft zu Leipzig“ tätig. Nachdem die Amtszeit des zweiten Bürgermeisters Adolph Kehl (1805–1875) ohne dessen Wiederwahl ausgelaufen war, wurde die Stelle im September 1871 durch Julius Hülsemann als Stellvertreter des erkrankten Oberbürgermeisters Friedrich Emmerling ausgeschrieben. Hopf bewarb sich erfolgreich, die Stadtverordneten wählten ihn als neuen (zweiten) Bürgermeister, und er wurde Ende November für 12 Jahre vereidigt. Hülsemann wurde dann am Jahresende als Nachfolger von Emmerling installiert. Nach seinem Tod im März 1888 wurde Anfang 1889 Georg Trautvetter Erster Bürgermeister. Auf ihn folgte im März 1894 Harald Bielfeld. In diesen Jahren wurde Hopfs Dienstzeit zweimal verlängert. Er trat am 1. April 1907 in den Ruhestand.
In Hopfs Amtszeit – kurz nach der Reichsgründung von 1871 beginnend – war die wachsende Arbeiterschaft aufgrund von Landesgesetzen und, ab Oktober 1878, aufgrund des ‚Sozialistengesetzes‘ heftiger Repression ausgesetzt. Der Fürstliche Landrat drang darauf, dass die städtischen Behörden – die Polizei und die Bürgermeister – ihren Auftrag extensiv auslegten und konsequent durchführten. So musste Hopf z. B. den Verlauf von Versammlungen beobachten und sie u. U. mit Polizeiunterstützung abbrechen. Wiederholt wurde vom Landrat gerügt, dass „der betreffende Magistratsbeamte sich seiner Aufgabe meistens nicht genügend gewachsen gezeigt“ habe.
Insgesamt waren die Aufgaben des zweiten Bürgermeisters mannigfaltig; Umfang und Schwerpunkte wechselten über die Jahrzehnte. Um 1900 war Hopf z. B. Stellvertreter im Standesamt, Vorsteher des Eichamts, Vorsteher des Gas- und Wasserwerksausschusses (später auch für das Elektrizitätswerk zuständig), Vorsteher des Schlachthaus-Verwaltungsausschusses, Vorsitzender der Armenkommission.
Hopf stellte das Adressbuch 1891 zusammen, das erstmals die 1890 eingeführte Nummerierung der Häuser pro Straße angab. Zusätzlich war die frühere Gebäude-Nummerierung verzeichnet, die auf den ursprünglichen Katasternummern basierte.
Hopf wurde im August 1899 zum Rat ernannt. Er erhielt im Mai 1904 das Schwarzburgische Ehrenkreuz IV. Klasse.